# Фаусто Копи
Фаусто Копи (итал. Angelo Fausto Coppi; 15. септембар 1919 — 2. јануар 1960) је бивши италијански професионални бициклиста. Копи, који је имао надимак Шампионисимо (итал. il Campionissimo), је био један од најуспешнијих и најпопуларнијих друмских бициклиста свих времена. Освојио је два пута Тур де Франс и пет пута Ђиро д’Италију.

## Детињство и аматерска каријера
Копи је био један од петоро деце које су имали брачни пар Доменико Копи и Анђолина Бовери, Фаусто је био четврто дете, рођен је 15. септембра 1919. у 5.00 ујутру. Његова мајка је хтела да му да име Анђело, али је отац инсистирао да буде Фаусто, па су му дали име Анђело Фаусто, али је током већег дела живота био познат само као Фаусто.
Током детињства, био је слабог здравља и није имао интересовања за школу, коју је напустио са 13 година. Прву трку возио је са 15 година, са осталим момцима који нису били ни у једном тиму. Копи је освојио прву награду, 20 лира и сендвич од саламе.
Лиценцу је добио 1938. године и освојио је прву трку, у Кастеланији. Победио је сам и за награду је добио сат са алармом. Ђузепе Кавана му је саветовао да почне да вози индивидуално или да буде полупрофесионалац, да би возио и са професионалцима и са аматерима. Послао је Копија на Тур Тоскане 1939. и дао му савет да прати Ђина Барталија, али је морао да се заустави јер му се сломио точак. У мају је освојио трку која се рачунала као национално првенство за независне возаче. Копи је дошао сам, седам минута испред другопласираног.

## Професионална каријера
Копи је почео професионалну каријеру у августу 1939. године, а већ 1940. остварио је највећи успех, освојио је Ђиро д’Италију, са само 20 година. 1942. је поставио рекорд у вожњи на сат времена (45.798 km.) на велодрому у Милану, који је био на снази 14 година, док га није срушио Жак Анкетил 1956. Његова каријера је била прекинута због Другог светског рата. 1946. се вратио бициклизму и постигао је невероватне успехе, које је достигао само Еди Меркс.
Двапут, 1949. и 1952. Копи је освојио и Ђиро и Тур исте године, први коме је то пошло за руком. Ђиро је освојио пет пута, што је рекорд, који дели са Алфредом Биндом и Едијем Мерксом. Током Ђиро д’Италије 1949, оставио је Барталија 11 минута иза на успону на Пинерело. Током Тура 1949. имао је пола сата испред свих, осим Барталија.
Освојио је Ђиро ди Ломбардија трку рекордних пет пута, а класик Милан—Санремо освојио је три пута. На Милан—Санрему 1946. напао је са још девет возача на 293 km до циља и победио је са 14 минута. Копи је био и светски шампион 1953. године.
Године 1952, на Туру се возио први пут успон Алп д'уез, Копи је напао на шест километара до врха и једино га је пратио Жан Робик, али је и он брзо отпао Копи је освојио Тур де Франс са 28 минута испред другопласираног, због чега је директор Тура морао да удвостручи награду за ниже позиције, како би одржао интересовање возача. То је био Копијев задњи Тур, возио је три и освојио два.
Копијев млађи брат, Серс Копи, умро је 1951. од последица пада у току спринта на Ђиру Пијемонта. То је оставило велике последице на Фауста и никад није успио да достигне своје старе резултате. Био је први који је отпадао на свакој етапи на Вуелта а Еспањи 1959. Организатори су смањивали етапе да би били сигурни да ће Копи завршити. Копи се променио, узимао је дрогу пре трка, а 1959. је завршио каријеру.

## Ривалство са Барталијем
Копијева каријера означила је и почетак златног доба у бициклизму. Ривалство Копија и Барталија је подијелило Италију, навијачи су били "Копијани" и "Барталијани". Копи је доведен у тим Легнано 1940. да буде помоћник Барталију, а њихово ривалство је започело кад је Копи, као помоћник, освојио Ђиро 1940. У наставку каријера, водили су велику борбу, укључујући и светско првенство 1948. када нису хтели да раде један за другог и суспендовани су на три месеца. Њихово ривалство умањило се 1952. када су поделили боцу воде на Туру, а затим су и сарађивали на успону.

## Живот током Другог светског рата
У току Другог светског рата, Копи се прикључио војсци, официри су инсистирали да настави да вози бицикл, али у марту 1943. послали су га у Северну Африку, где су га заробили Британци и био у логору где је делио тањир са оцем Клаудија Кјапучија. 1945. Британци су преместили Копију у базу у Казерти у Италији. Тамо је радио за официра који никад није чуо за њега. Кад је пуштен, рат је скоро био готов, Копи је на бициклу отишао кући, а већ 8. јула 1945. освојио је трку у Милану, након четири године без тркања. Исте године освојио је и Милан—Санремо.

## Приватни живот и смрт
Копи је био ожењен са Бруном Ћимполини. У августу 1948. упознао је Ђулију Очини на једној трци. Након трке, она је отишла код њега у хотел и тражила је фотографију. Од тада су њих двоје проводили све више времена заједно. Добили су сина, а Бруна Ћимполини је одбила развод, јер је то било срамотно, а у неким деловима државе и нелегално.
Године 1959, председник Буркине Фасо, Морис Јамеого, позвао је Копија, Рафаела Жемињанија, Жака Анкетила, Лујсона Бобеа, Роџера Хасефодера и Хенрија Англада да возе против локалних возача.
Жеминиани и Копи су се заразили маларијом, Жеминиани се извукао, али је Копи умро. Италијански спортски часопис — „Газета дело спорт“, написао је чланак о Копију, у коме је написано да се надају да ће им Бог ускоро послати новог Копија. Копи је био атеиста.
У јануару 2002. човек који се представио као Ђовани и који је живио у Буркини Фасо до 1964. изјавио је да Копи није умро од маларије већ од предозирања кокаином.
У суду у Тортони покренута је истрага око Копијеве смрти и затражили су ексхумацију да би утврдили постојање отрова, али како она није одобрена годину дана, случај је отказан.

## Резултати на тркама

### Резултати на гранд тур тркама
Извор:
|                          | 1940 | 1941 | 1942 | 1943 | 1944 | 1945 | 1946 | 1947 | 1948 | 1949 | 1950 | 1951 | 1952 | 1953 | 1954 | 1955 | 1956 | 1957 | 1958 | 1959 |
| Ђиро д’Италија           | 1    | N/A  | N/A  | N/A  | N/A  | N/A  | 2    | 1    | DNF  | 1    | DNF  | 4    | 1    | 1    | 4    | 2    | DNF  | DNE  | 32   | DNE  |
| Освојене етапе           | 1    | N/A  | N/A  | N/A  | N/A  | N/A  | 3    | 3    | 2    | 3    | 0    | 2    | 3    | 3    | 1    | 1    | 0    | —    | 0    | —    |
| Брдска класификација     | NR   | N/A  | N/A  | N/A  | N/A  | N/A  | 2    | 2    | 1    | 1    | NR   | 2    | 2    | 2    | 1    | —    | NR   | —    | NR   | —    |
| Класификација по поенима | N/A  | N/A  | N/A  | N/A  | N/A  | N/A  | N/A  | N/A  | N/A  | N/A  | N/A  | N/A  | N/A  | N/A  | N/A  | N/A  | NR   | —    | NR   | —    |
| Тур де Франс             | N/A  | N/A  | N/A  | N/A  | N/A  | N/A  | N/A  | DNE  | DNE  | 1    | DNE  | 10   | 1    | DNE  | DNE  | DNE  | DNE  | DNE  | DNE  | DNE  |
| Освојене етапе           | N/A  | N/A  | N/A  | N/A  | N/A  | N/A  | N/A  | —    | —    | 3    | —    | 1    | 5    | —    | —    | —    | —    | —    | —    | —    |
| Брдска класификација     | N/A  | N/A  | N/A  | N/A  | N/A  | N/A  | N/A  | —    | —    | 1    | —    | 3    | 1    | —    | —    | —    | —    | —    | —    | —    |
| Класификација по поенима | N/A  | N/A  | N/A  | N/A  | N/A  | N/A  | N/A  | N/A  | N/A  | N/A  | N/A  | N/A  | N/A  | N/A  | —    | —    | —    | —    | —    | —    |
| Вуелта а Еспања          | N/A  | DNE  | DNE  | N/A  | N/A  | DNE  | DNE  | DNE  | DNE  | N/A  | DNE  | N/A  | N/A  | N/A  | N/A  | DNE  | DNE  | DNE  | DNE  | DNF  |
| Освојене етапе           | N/A  | —    | —    | N/A  | N/A  | —    | —    | —    | —    | N/A  | —    | N/A  | N/A  | N/A  | N/A  | —    | —    | —    | —    | 0    |
| Брдска класификација     | N/A  | —    | —    | N/A  | N/A  | —    | —    | —    | —    | N/A  | —    | N/A  | N/A  | N/A  | N/A  | —    | —    | —    | —    | NR   |
| Класификација по поенима | N/A  | N/A  | N/A  | N/A  | N/A  | N/A  | N/A  | N/A  | N/A  | N/A  | N/A  | N/A  | N/A  | N/A  | N/A  | —    | —    | —    | —    | NR   |

| 1     | Победник                                               |
| 2–3   | Прва три - финиш                                       |
| 4–10  | Првих десет - финиш                                    |
| 11–   | Други финиш                                            |
| DNE   | Није учествовао                                        |
| DNF-x | Није завршио (пензионисан на сцени x)                  |
| DNS-x | Није завршио (није започео на сцени x)                 |
| HD    | Завршио ван временског лимита (догодило се на сцени x) |
| DSQ   | Дисквалификован                                        |
| N/A   | Трка/класификација није одржана                        |
| NR    | Није рангиран у овој класификацији                     |

### Резултати на класицима
Извор:
| Монументални класици | 1940 | 1941 | 1942 | 1943 | 1944 | 1945 | 1946 | 1947 | 1948 | 1949 | 1950 | 1951 | 1952 | 1953 | 1954 | 1955 | 1956 | 1957 | 1958 | 1959 |
| -------------------- | ---- | ---- | ---- | ---- | ---- | ---- | ---- | ---- | ---- | ---- | ---- | ---- | ---- | ---- | ---- | ---- | ---- | ---- | ---- | ---- |
| Милано—Санремо       | 17   | 10   | 21   | —    | N/A  | N/A  | 1    | —    | 1    | 1    | 9    | —    | 37   | 9    | 4    | 63   | —    | —    | —    | —    |
| Ронде ван Фландерен  | —    | —    | —    | —    | —    | —    | —    | —    | —    | —    | —    | —    | —    | —    | —    | —    | —    | —    | —    | —    |
| Париз—Рубе           | N/A  | N/A  | N/A  | —    | —    | —    | —    | —    | —    | 12   | 1    | —    | 2    | —    | —    | 2    | —    | —    | —    | 44   |
| Лијеж—Бастоњ—Лијеж   | N/A  | N/A  | N/A  | —    | N/A  | —    | —    | —    | —    | —    | —    | —    | —    | —    | —    | —    | —    | —    | —    | —    |
| Ђиро ди Ломбардија   | 16   | 5    | 7    | N/A  | N/A  | —    | 1    | 1    | 1    | 1    | 3    | 3    | 35   | —    | 1    | 11   | 2    | —    | —    | —    |

| —   | Није се такмичио  |
| N/A | Трка није одржана |